# Cucchiaio di Casagrande

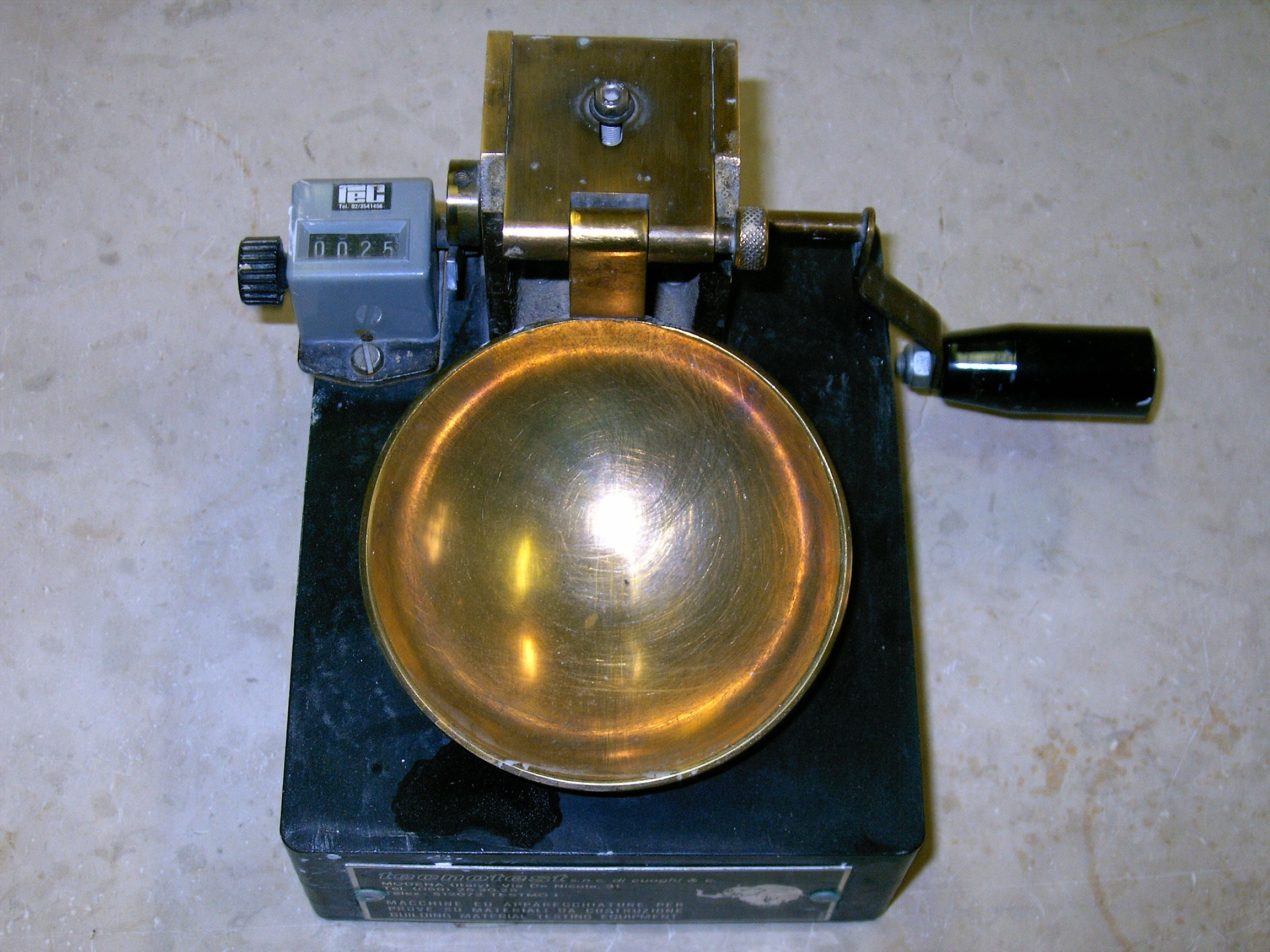
Il cucchiaio di Casagrande

Il cucchiaio di Casagrande, detto anche coppa di Casagrande, è uno strumento di misura utilizzato in geotecnica ed ingegneria civile per determinare il limite di liquidità di un terreno. Fu inventato da Arthur Casagrande.

## Struttura e impiego
Lo strumento è composto da una bacinella in ottone su cui viene depositato un campione di terreno fine misto ad acqua e da un puntone atto ad effettuare un solco sul terreno in esame. 
Mediante una manovella a cui è fissata, il cucchiaio viene fatto regolarmente sollevare e cadere da una altezza prefissata su di una base facente parte integrante dell'attrezzo. Il limite di liquidità è quel contenuto d'acqua per il quale 25 colpi determinano la chiusura del solco per una lunghezza di 13 mm. Nelle prove, tipicamente si misura un numero diverso da 25: se per esempio esso è minore di 25, il contenuto d'acqua è maggiore del limite di liquidità, il contrario se il numero di colpi, N, è maggiore di 25. Vengono effettuate più prove ed i risultati vengono riportati in un diagramma (w, N): il limite di liquidità viene ottenuto per interpolazione in corrispondenza di N=25.
La differenza IP = wL – wP, viene chiamata Indice di Plasticità.

## Limiti di Atterberg
I limiti di Atterberg delimitano quattro possibili stati fisici del terreno in funzione del contenuto di acqua.
Il contenuto di acqua infatti altera in maniera significativa il comportamento di qualsiasi terreno, soprattutto se esso è un terreno a grana fine.
Atterberg ha distinto quattro possibili stati fisici del terreno: solido, semisolido, plastico, liquido. Il passaggio tra uno stato fisico e un altro è definito limite.
In ordine dallo stato solido allo stato liquido si hanno: limite di ritiro (o di consistenza), limite plastico, limite liquido.